# 電流源

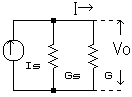
内部抵抗を含む電流源

電流源（でんりゅうげん）は、内部抵抗が大きく（理想状態は内部抵抗無限大）、定電流電気回路として動作するものである。負荷変動によって電圧が大きく変動する。
電源の電流を IS 、内部コンダクタンスを GS 、負荷のコンダクタンスを G 、かかる電圧を V0 、電流を I とすると、
{\displaystyle I_{S}=\,V_{0}(G_{S}+G)=V_{0}G_{S}+I}
G >> GS とすると
IS ≒ I
また、
{\displaystyle V_{0}={\frac {I_{S}}{G_{S}+G}}}
であるから、負荷変動により大きく出力電圧が変化する。